# Ngọn hải đăng Jarosławiec
Ngọn hải đăng Jarosławiec (tiếng Ba Lan: Latarnia Morska Jarosławiec) là một ngọn hải đăng nằm trên bờ biển Ba Lan của biển Baltic. Ngọn hải đăng nằm ở Jarosławiec, West Pomeranian Voivodeship; ở Ba Lan.
Ngọn hải đăng nằm ở giữa ngọn hải đăn  Darłowo (15 km về phía tây) và ngọn hải đăng Ustka.

## Lịch sử
Ngọn hải đăng Jarosławiec là ngọn hải đăng lâu đời nhất ở Ba Lan. Việc xây dựng của nó bắt đầu vào năm 1835, tuy nhiên việc xây dựng không thành công do một số yếu tố vật lý. Ngọn hải đăng được xây dựng cách bờ biển khoảng 400 mét - điều này là quá thấp để có hiệu quả cho việc điều hướng. Ánh sáng của nó không được nhìn thấy rõ vì nó bị che khuất bởi cây cối và nó đã được sớm quyết định xây dựng một tòa tháp mới gần bãi biển. Ngọn hải đăng mới bắt đầu hoạt động vào năm 1838. Nguồn sáng của nó là mười lăm đèn chạy bằng dầu hạt cải. Hình thức chiếu sáng khác thường này đã được sử dụng trong một thời gian dài cho đến khi nó được thay thế vào đầu thế kỷ 20 bằng đèn điện. Ngọn hải đăng là một phần của một tòa nhà, bao gồm khu nhà ở của người điều hành, ngọn hải đăng có chiều cao 33,3 m. Ánh sáng nằm ở độ cao 50,2m so với mực nước biển và có phạm vi hoạt động 23 hải lý. Ngọn hải đăng, nằm ở Jaroslawiec là một đặc trưng của ngôi làng ở đấy - mở cửa cho khách du lịch. Gần đó cũng có ngọn hải đăng được bảo tồn và cải tạo trước đây.

## Dữ liệu kỹ thuật
- Đặc tính ánh sáng 
  - Sáng: 0,45 giây.
  - Tối: 2.05 giây.
  - Sáng: 0,45 giây.
  - Tối: 6.05 giây.
  - Chu kỳ: 9 giây.

## liên kết ngoài
- Urząd Morski w Słupsku Lưu trữ ngày 17 tháng 12 năm 2019 tại Wayback Machine (tiếng Ba Lan)